# وسيط أوراق مالية
وسيط أوراق مالية (سمسار) هو الذي يقوم بتنفيذ أوامر الشراء والبيع للأسهم أو السندات مقابل عمولة محددة ومتفق عليها. وهو المسئول عن صحة تنفيذ عملية الشراء أو البيع والتاكد من بيانات وجدية العميل (المستثمر) في الشراء أو البيع ومن صحة الأسهم.
كما يقوم بتزويد العملاء (المستثمرين) بالمعلومات التي تساعدهم على اتخاذ القرار السليم بناء على حركة السوق أو التحليل الفني والتحليل المالي لأوضاع الشركات المختلفة.

## وصلات خارجية
- شركات السمسرة في سوق الأوراق المالية في مصر